# Distrito quinto
Distrito quinto és una pel·lícula espanyola de 1957 dirigida per Juli Coll i Claramunt, basat en l'obra de teatre de Josep Maria Espinàs És perillós fer-se esperar.

## Sinopsi
Cinc homes acaben de cometre un atracament i fugen cadascun pel seu costat, per a reunir-se en un pis per a repartir-se els diners, quan arribi l'últim, Juan, que és el que porta el botí, i a qui espera. L'espera es prolonga i comencen a sospitar que el seu company no vindrà mai. Recorden llavors com ho van conèixer i com es van desenvolupar els esdeveniments fins a aquest dia. Un dels títols més prestigiosos del cinema policial de la dècada del 1950. Un clàssic resolt amb seguretat, tant en el ritme com en la composició formal. Sense abandonar aquest espai únic, la pel·lícula dona fe d'una realitat social i un temps. Els actors saben mantenir la tensió amb el seu espectacular joc d'incògnites, conjectures i pors, creant un clima claustrofòbic.
Aquesta pel·lícula és anterior a la canviada de nom estatunidenca Reservoir Dogs de Quentin Tarantino que utilitza el mateix clima claustrofòbic d'uns atracadors reunits en un local, després de l'atracament realitzat, que no surt en escena sinó que s'endevina pels diàlegs i la utilització de flashbacks parcials, per a muntar la història, amb la sospita afegida que un d'ells els traeix.

## Premis
Medalles del Cercle d'Escriptors Cinematogràfics
| Categoria              | Premiat               |
| ---------------------- | --------------------- |
| Millor director        | Juli Coll i Claramunt |
| Millor actor principal | Albert Closas         |
| Millor música          | Xavier Montsalvatge   |
| Millor guió            | Juli Coll             |